# Ирани, Санайя
Санайя Ирани (англ. Sanaya Irani; род 17 сентября 1983 года) — индийская актриса, танцовщица, получившая известность за роли в нескольких популярных телесериалах, таких как Miley Jab Hum Tum, Left Right Left ,«Как назвать эту любовь?»,«Чанчан» и «Цвета Страсти».

## Карьера
Санайя Ирани родилась и жила до начала учёбы в городе Мумбаи. Школьное образование получила в городе Ути. Продолжила учёбу в Sydenham College.
Карьера Санайи (вначале больше модельная, чем актёрская) началась со съёмок в нескольких рекламных роликах для таких компаний, как Bharti Airtel, Reliance Communications и Pepsi.
Полноценная актёрская карьера Санайи началась в 2006 году с роли Бобо, подруги главной героини Зуни (Каджол) в фильме «Слепая любовь». За этими съёмками последовало участие в телевизионной драме канала SAB TV Left Right Left.
Свою первую главную роль Санайя получила в сериале канала STAR One Miley Jab Hum Tum. Небольшая роль у неё была во втором сезоне сериала Zara Nachke Dikha.
После окончания сериала Miley Jab Hum Tum, Санайе Ирани досталась главная роль (Кхуши Кумари Гупта) в сериале «Как назвать эту любовь?», — самом успешном на сегодняшний день проекте канала Star Plus. Благодаря этой роли, Санайя стала широко известна не только в Индии. Сериал «Как назвать эту любовь?», который закончился 30 ноября 2012 года, уверенно вошёл в десятку лучших современных сериалов Индии и приобрёл множество поклонников.
В 2013 году Санайя Ирани сыграла роль бойкой современной девушки в телесериале «Чанчан». Этот сериал снят по мотивам индийского фильма 1980 года «Сестрички». Затем она ушла в сериал «Цвета страсти», за который она получила номинацию «Лучшая женская роль»
В 2015 сняли небольшое продолжение сериала «Как назвать эту любовь?» - «Как назвать эту любовь? Праздник».
В 2018 вышли короткометражные фильмы  Dum Dum Dumroo и Пиху, музыкальный клип Main Jaandiyaan, веб-сериал Zindabaad, планировался сериал «Стопка водки», но он не вышел.
В 2019 вышел музыкальный клип Intezaar (Ожидание), получил успех. Также вышел болливудский фильм ужасов «Призрак».
В 2020 вышел в прокат короткометражный фильм « Вед и Арья»
В 2022 вышел веб-сериал «Кибервойна»

## Личная жизнь
С 2009 года встречается с партнёром по съёмкам в «Miley Jab Hum Tum» Мохитом Сегалом. Лучший друг — партнёр по сериалам «Left Right Left» и «Miley Jab Hum Tum» — Арджун Биджлани. Лучшая подруга — Драшти Дхами. Так же у неё сохранились дружеские отношения со всеми партнёрами по сериалу «Как назвать эту любовь?» (Iss Pyaar Ko Kya Naam Doon?). 25 января 2016 года вышла замуж за Мохита Сегала в узком кругу близких друзей на Гоа.

## Фильмография

### Телевидение
Телесериалы
| Год       | Сериал                                      | Роль                             | Канал        |
| --------- | ------------------------------------------- | -------------------------------- | ------------ |
| 2008      | Left Right Left (Левой, правой, левой)      | Кадет Самира Шрофф               | SAB TV       |
| 2008      | Radhaa Ki Betiyaan Kuch Kar Dikhayengi      | Санайя                           | NDTV Imagine |
| 2008—2010 | Miley Jab Hum Tum (Когда мы встретились...) | Гунджан Бхушан                   | STAR One     |
| 2011—2012 | Как назвать эту любовь?                     | Кхуши Кумари Гупта Сингх Райзада | STAR Plus    |
| 2013      | Чанчан                                      | Чанчан Сарабхаи                  | Sony TV      |
| 2013      | Цвета страсти                               | Парвати (Паро), Майра            | Colors TV    |
| 2015      | Как назвать эту любовь? Праздник.           | Кхуши Кумари Гупта Сингх Райзада | hotstar      |
| 2018      | Zindabaad(Да здравствует)                   | Сара Сайед                       |              |
| 2022      | Кибервойна                                  | Анания                           |              |

Телевизионные шоу
| Год  | Шоу                                | Роль                                    | Канал        |
| ---- | ---------------------------------- | --------------------------------------- | ------------ |
| 2010 | Zara Nachke Dikha — Season 2       | Гость (хозяйка)                         | STAR Plus    |
| 2010 | Meethi Chhoori No. 1               | Участница                               | NDTV Imagine |
| 2013 | Welcome - Baazi Mehmaan-Nawaazi ki | Конкурсантка                            | Life OK      |
| 2013 | Ishq Wala Love                     | Ведущая (вместе с Караном Вир Гровером) | Zee TV       |
| 2015 | Jhalak Dikhhla Jaa 8               | Участница                               | Colors HD    |

### Кинематограф
| Год  | Фильм         | Героиня              | Примечания                            |
| ---- | ------------- | -------------------- | ------------------------------------- |
| 2006 | Слепая любовь | Бобо (Мебоба)        | роль второго плана (фильм)            |
| 2018 | Пиху          | Пиху                 | Главная роль (короткометражный фильм) |
| 2018 | Дум-Дум-Думру | Доктор Снеха         | Главная роль (короткометражный фильм) |
| 2019 | Призрак       | Адвокат Симран Сингх | Главная роль (Фильм)                  |
| 2020 | Вед и Арья    | Арья                 | Главная роль (короткометражный фильм) |

### Премии
| Год  | Премия                                | Номинация                                                | Проект                    | Результат |
| ---- | ------------------------------------- | -------------------------------------------------------- | ------------------------- | --------- |
| 2008 | Indian Television Academy Awards      | Новые лица года                                          | Miley Jab Hum Tum         | Победа    |
| 2009 | New Talent Awards                     | Лучшая актриса                                           | Miley Jab Hum Tum         | Номинация |
| 2012 | Star Parivaar Awards                  | Favorite Jodi (shared with Barun Sobti)                  | «Как назвать эту любовь?» | Победа    |
| 2012 | Star Parivaar Awards                  | Favorite International Jodi (shared with Barun Sobti)    | Как назвать эту любовь?   | Победа    |
| 2012 | Star Parivaar Awards                  | Favorite Naya Sadasya — Female                           | Как назвать эту любовь?   | Номинация |
| 2012 | Star Parivaar Awards                  | Most Stylish Sadasya — Female                            | Как назвать эту любовь?   | Номинация |
| 2012 | Star Parivaar Awards                  | Favourite Beti                                           | Как назвать эту любовь?   | Номинация |
| 2012 | The Global Indian Film and TV Honours | Best Television On-Screen Jodi (shared with Barun Sobti) | Как назвать эту любовь?   | Номинация |
| 2012 | Indian Telly Awards                   | Best On-screen Couple (shared with Barun Sobti)          | Как назвать эту любовь?   | Победа    |
| 2012 | Zee Gold Awards                       | Face of the Year                                         | Как назвать эту любовь?   | Победа    |
| 2012 | Zee Gold Awards                       | Best Actress (Popular)                                   | Как назвать эту любовь?   | Номинация |
| 2012 | People's Choice Awards India          | Favorite On-Screen Jodi (shared with Barun Sobti)        | Как назвать эту любовь?   | Победа    |
| 2012 | Big Star Young Entertainer Awards     | Big Star Young Super Entertainer Female                  | Как назвать эту любовь?   | Номинация |